# Evangelisch-lutherische Kirche Goldisthal

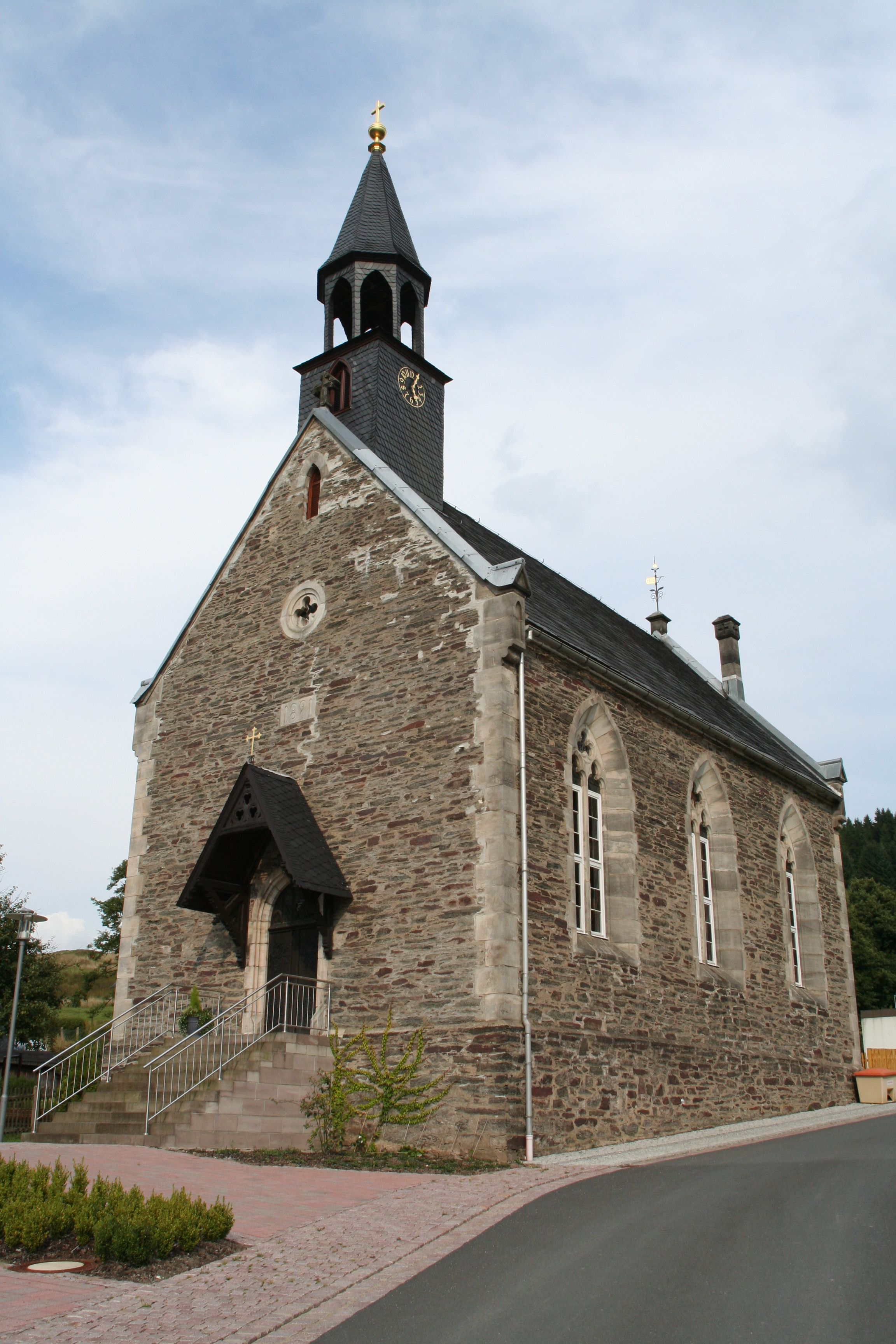
Kirche in Goldisthal

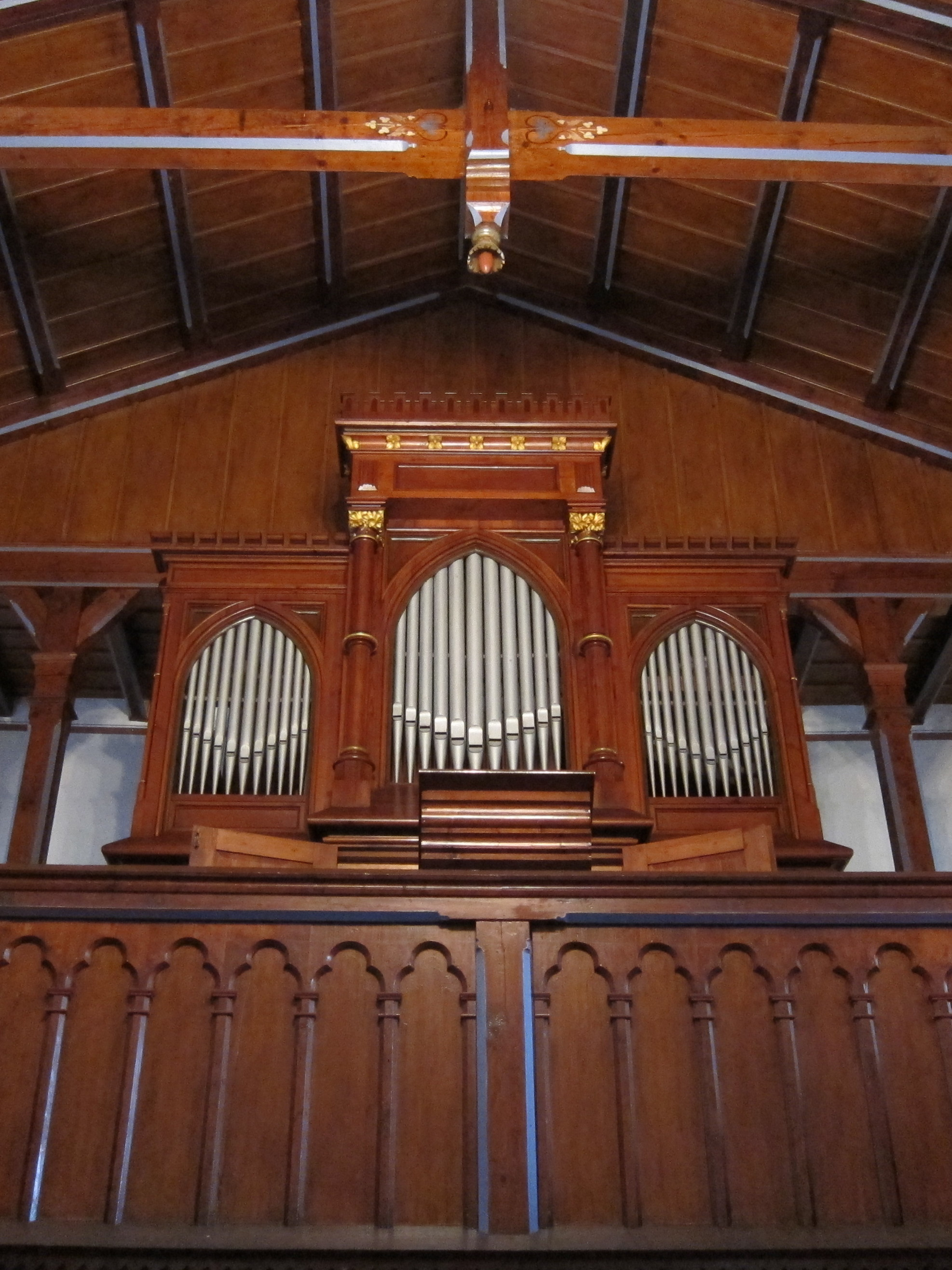
Orgel

Die evangelisch-lutherische Kirche Goldisthal steht in der Gemeinde Goldisthal im Landkreis Sonneberg in Thüringen.

## Geschichte
In den Jahren 1891/92 wurde die Filialkirche der Pfarrei Scheibe nach Plänen des schwarzburg-rudolstädtischen Baurates und Architekten Rudolph Brecht errichtet. Die neugotisch gestaltete Saalkirche entstand in Ortsbild bestimmender Lage am Beginn des Rotseifenbachtales. Schiefersteinmauerwerk prägt die Fassade, die durch eine eingezogene, polygonale Apsis und je drei spitzbogige Langhausfenster gegliedert ist. Ein Satteldach mit einem Giebelreiter über dem westlichen Eingang bildet den oberen Abschluss.
Der Innenraum wird mit einem offenen Dachstuhl mit Hängewerk überspannt. An drei Seiten steht eine eingeschossige Empore. Im Gegensatz zum Altar, in der Apsis stehend, der Kanzel und dem Taufbecken, die alle neugotisch gestaltet sind, weist der Innenraum Form und Gestaltung des Heimatstils auf. Die Orgel auf der Westempore baute 1892 Adam Eifert aus Stadtilm. Die Bronzeglocke im Dachreiter wurde 1885 bei den Gebrüdern Ulrich in Apolda gegossen.